# S-mobile
Trong Ấn-Âu học, thuật ngữ s-mobile hay s- di biến là tên gọi cho "tiền tố" *s- đứng đầu gốc từ PIE, mà có khi xuất hiện nhưng có khi không trong các từ vựng hậu duệ.

## Tổng quan
Tiền tố "di biến" s- này xuất hiện ở đầu một số gốc từ trong ngôn ngữ Ấn-Âu nguyên thủy (PIE), nhưng vắng mặt trong một số từ hậu duệ. Một ví dụ là *(s)táwros (nghĩa gốc có lẽ là 'bò bison'), sản sinh ra taurus 'bò' tiếng Latinh và stēor 'bò đực non' tiếng Anh cổ (steer 'bò non thiến' trong tiếng Anh hiện đại). Cả hai dạng (có *s- và không *s-) tồn tại song song trong PIE: nhánh German có cả hai dạng (*steuraz và *þeuraz), nhưng nhánh Ý, Celt, Balt-Slav cùng một số khác đều thiếu đi s- trong từ này. So sánh: stiur tiếng Goth, Stier tiếng Đức, staora tiếng Avesta (các từ hậu duệ có s-) với þjórr tiếng Bắc Âu cổ, tauros tiếng Hy Lạp, turъ tiếng Slav Giáo hội cổ, tauras tiếng Litva, tarw tiếng Wales, tarb tiếng Ireland cổ, turuf tiếng Osca và ter tiếng Albania (các từ thiếu s-).
Trong một số trường hợp khác, nhóm German lại chỉ có dạng thiếu s-. Gốc *(s)teg- 'trùm, che' sản sinh ra thatch 'tranh, lợp bằng tranh' tiếng Anh hiện đại (þeccan trong tiếng Anh cổ), decken 'lợp, che' tiếng Đức, tegō 'che, trùm' tiếng Latinh, nhưng cho ra stégō 'trùm, bọc' tiếng Hy Lạp và stogas 'mái nhà' tiếng Litva. Việc không thể lường trước được *s- còn hay mất trong trường hợp nào có thể giúp minh chứng rằng s-mobile đã xuất hiện từ thời PIE, chứ không phải kết quả của việc thêm hay mất trong các ngôn ngữ con.
Sự tồn tại của s-mobile có thể làm dạng có s- và dạng thiếu s- trong một ngôn ngữ trông khá khác nhau. Ví dụ, theo luật Grimm thì *k PIE trở thành *h [x] trong ngôn ngữ German nguyên thủy, nhưng cụm *sk thì giữ nguyên. Kết cả là gốc từ *(s)ker- 'cắt' có hai từ hậu duệ có phần khác biệt trong tiếng Anh: sharp 'sắc, bén' (so với skarpur tiếng Iceland) và harvest 'gặt; vụ gặt'.
S-mobile luôn đứng trước một phụ âm khác. Thường gặp nhất là các trường hợp với âm tắc vô thanh: *(s)p-, *(s)t-, *(s)k-; ít gặp hơn là với âm nước và âm mũi: *(s)l-, *(s)m-, *(s)n-; có khi cả: *(s)w-.